# Héctor Olivares
Héctor Olivares Solís (Rancagua, provincia de O'Higgins, 22 de agosto de 1924-Santiago, 2 de febrero de 2009) fue un ingeniero y diputado chileno.

## Biografía
Sus estudios primarios los hizo en colegios de Rancagua y los secundarios en el Liceo de Rancagua. Sus estudios universitarios los realizó en la Escuela de Minas de Copiapó (actual Universidad de Atacama) donde se tituló de Ingeniero de Ejecución. Luego de egresar trabajó en el Departamento de Minas como ingeniero mecánico ayudante.
En 1951 asumió como presidente del sindicato industrial Sewell y minas de la Braden Copper. Paralelamente, fue elegido vicepresidente y luego presidente de la Confederación de Trabajadores del Cobre de Chile en 1959, 1961; y en 1971. Los obreros de Chile lo designaron su representante en el Consejo del Departamento del Cobre en 1965.
En 1957 concurrió como representante de los trabajadores chilenos a la conferencia de la Organización Internacional del Trabajo (OIT), concurriendo nuevamente en 1961. Recorrió distintos países de América y Europa en calidad de representante de los trabajadores chilenos.
Fue elegido diputado por Rancagua en 1965, siendo reelegido en 1969 y en 1973.Tuvo una activa participación en comisiones investigadoras y en la elaboración de proyectos de ley de protección al trabajador, especialmente respecto a trabajos pesados.Tuvo una especial preocupación por los trabajadores mineros.
Fue reelegido para el período 1973-1977, pero no alcanzó a concluir su período a causa del golpe militar, siendo detenido como prisionero político en el Campo de Concentración de Isla Dawson y posteriormente exiliado en Venezuela, retornando en 1988.
En 1989 fue elegido diputado por Rancagua para el período 1990-1994 como independiente, luego ingreso al Partido Por la Democracia (PPD), renunciando y reingresando al Partido Socialista de Chile, integró la comisión de Trabajo y Previsión Social.
Fue presidente honorario vitalicio de la Confederación de Trabajadores del Cobre de Chile. Falleció en 2009.

## Historial electoral

### Elecciones complementarias de 1972
- Elecciones complementarias de enero de 1972 para Senador por O'Higgins y Colchagua.

### Elecciones parlamentarias de 1973
- Elecciones parlamentarias de 1973 para la 9ª Agrupación Departamental.[1]

### Elecciones parlamentarias de 1989
- Elecciones parlamentarias de 1989, para el Distrito 32, Rancagua[2]